# Adelante (álbum de Operación Triunfo)
Adelante fue el álbum de los concursantes de Operación Triunfo 2006.
El álbum fue grabado dentro de la academia durante la estancia de los concursantes en ella. Fue producido por el director de la academia Kike Santander y contó con la colaboración de varios artistas reconocidos.
Fue número 2 en el Top 100 Álbumes de España y consiguió certificación de Platino por más de 80.000 copias distribuidas.

## Listado de canciones
1. Adelante (O.T. 2006)
2. Dos Mares (O.T. 2006)
3. 46664 (Long Walk To Freedom) (Moritz, Daniel y O.T. 2006 con la Colaboración Especial de BONO)
4. Conmigo No Se Juega (Mercedes, Vanessa y Lorena)
5. Mil Calles Llevan Hacia Ti (Leo y O.T. 2006 con la Colaboración Especial de LA GUARDIA)
6. Quererte Siempre Más (Ismael y Jorge)
7. Cariño de Contrabando (José Antonio y Jose)
8. Perdóname Hermano (Saray, Eva y O.T. 2006 con la Colaboración Especial de PASIÓN VEGA)
9. All Of Me To You (Lorena y Moritz)
10. Abriendo Caminos (O.T. 2006 con la Colaboración Especial de DIEGO TORRES)
11. Marcas (Saray y Daniel)
12. Volver a Sentir (Mayte, Jorge y O.T. 2006)
13. I Am The One (Cristina y Encarna)
14. Silencio (O.T. 2006 con la Colaboración Especial de DAVID BISBAL)
15. No Me Importa (José Antonio, Ismael y Jose)
16. Nada Más en Mi Corazón (Lorena, Saray y O.T. 2006 con la Colaboración Especial de ROSA)
17. Ojala Fueras Mi Artista (Leo y Xavier)
18. Cómo Eres (Lorena con la Colaboración Especial de SERGIO RIVERO)

- Datos: Q8189241